# Lophiodes maculatus
Lophiodes maculatus is een straalvinnige vissensoort uit de familie van de zeeduivels (Lophiidae). De wetenschappelijke naam van de soort is voor het eerst geldig gepubliceerd in 2011 door Ho, Séret & Shao.